# AliExpress
AliExpress is een webwinkel via welke Chinese particulieren en bedrijven hun producten verkopen aan buitenlandse consumenten.
Jack Ma richtte op 4 april 1999 de Alibaba Group op, waaruit in 2010 AliExpress.com voortvloeide. In tegenstelling tot Alibaba is AliExpress meer gericht op de detailhandel. De koper koopt rechtstreeks dan wel met weinig tussenschakels van de fabrikant waardoor de hoogte van de verkoopprijs voor de consument beperkt kan blijven. AliExpress biedt zijn onlineplatform aan als marktplek en verkoopt zelf geen producten.
De Verordening digitale diensten beschouwt AliExpress als een zeer groot onlineplatform, met de bijhorende verplichtingen.

## Geschiedenis
AliExpress is opgericht met als doel de Chinese producenten via internet een nieuwe markt aan te bieden in het buitenland. Oorspronkelijk was de website bedoeld voor wereldwijde verkoop van bulkgoed aan bedrijven die zo eenvoudig producten tegen gereduceerde prijs konden aankopen. De minimale afname van een product was meestal circa 20 tot 50 stuks, maar later gingen verkopers hun producten ook per stuk aanbieden waardoor de particuliere markt in beeld kwam.

## Particuliere consumentenmarkt
AliExpress is een e-commerceplatform voor business-to-consumerverkoop (B2C). Zowel particulieren als bedrijven kunnen producten aanbieden op de site. Alibaba had eerder al uitgepakt met diverse e-commercebedrijven die inspelen op andere noden van de vrije markt.
Voorbeelden zijn:
- Taobao: Een platform voor het vergemakkelijken van onderlinge verkoop tussen consumenten
- Tmall: Een onlineplatform met retailaanbod
- Alipay: De Chinese variant van PayPal
- eTao: Een zoekmachine voor het zoeken van producten en vergelijken van prijzen

## Wereldwijd bereik
Ondertussen is AliExpress de meestbezochte e-commercewebsite in Rusland. Verder staat hij in de top 10 populairste websites van Brazilië. De levertijd voor landen in Europa ligt tussen de 3 en 60 dagen. Wanneer men kiest voor transport via schepen hoeven er vaak geen verzendkosten betaald te worden en wordt de prijs fors gedrukt. Hierdoor is er in de afgelopen jaren een forse stijging van diverse Chinese e-platforms. De lagere prijs is vooral voor jongeren belangrijker dan een snellere levering, waardoor AliExpress kan concurreren met Belgische en Nederlandse webshops. In 2017 ging AliExpress een samenwerking aan met PostNL waardoor de levertijd van een belangrijk deel van de bestellingen verkort moest worden tot vijf tot zeven dagen. Toch kan het gemiddeld nog steeds 3 weken duren voordat het bestelde product ook echt bij de consument arriveert.

## Kwaliteit en betrouwbaarheid
Op AliExpress worden ook nagemaakte producten aangeboden, zoals telefoons en kleding. Hierdoor kunnen sommige leveringen worden tegengehouden.
Voor meer betrouwbaarheid kunnen kopers malafide verkopers omzeilen door te kopen bij aanbieders die positieve reacties hebben van eerdere klanten. Met het gebruik van AliExpress zijn de ervaringen dan ook wisselend en consumenten wordt aangeraden zich eerst goed te verdiepen in de aanbieder, voordat een bestelling wordt geplaatst.